# Pochuta
Pochuta, a volte indicato come San Miguel Pochuta, è un comune del Guatemala facente parte del dipartimento di Chimaltenango.